# 一億人の歌謡曲
『一億人の歌謡曲』（いちおくにんのかようきょく）は、1975年1月14日から同年3月25日までTBS系列局で放送されていたTBS製作の歌謡番組である。全11回。放送時間は毎週火曜 20:00 - 20:55 （日本標準時）。

## 概要
ゲスト歌手たちが1975年当時のヒット曲、当時から既に懐メロと言われていた曲、そして民謡・ポップス・演歌と、あらゆるジャンルの歌に挑戦していた番組。司会は、3か月前まで土曜12:00枠の『親子集まれ!土曜12時』に出演していたせんだみつおと鈴木ヒロミツが務めていた。
関西地区では、本番組までは朝日放送がネット局になっていたが、1975年3月末のいわゆる腸捻転の解消により、後番組『歌のグランプリ』からは毎日放送がネット局になった。

## 放送リスト
参考：『毎日新聞 縮刷版』毎日新聞社、1975年1月14日 - 同年3月25日付のラジオ・テレビ欄。
| 回 | 放送日 （1975年） | 主なゲスト                                                                                 | 備考           |
| -- | ----------------- | ------------------------------------------------------------------------------------------ | -------------- |
| 1  | 1月14日           | 沢田研二、野口五郎、小柳ルミ子、桜田淳子、浅田美代子、山口百恵、荒川務                     | 前夜祭（後述） |
| 2  | 1月21日           | 森進一、布施明、西城秀樹、西崎みどり                                                       |                |
| 3  | 1月28日           | 郷ひろみ、西城秀樹、森昌子、桜田淳子、中条きよし、麻丘めぐみ、麻生よう子                   |                |
| 4  | 2月4日            | 五木ひろし、フォーリーブス、村田英雄、八代亜紀、殿さまキングス、西川峰子、アグネス・チャン |                |
| 5  | 2月11日           | 北島三郎、由紀さおり、布施明、中条きよし、荒川務、西城秀樹、城みちる                       |                |
| 6  | 2月18日           | 橋幸夫、郷ひろみ、小柳ルミ子、西城秀樹、和田アキ子、南沙織、ジャニーズ・ジュニア           |                |
| 7  | 2月25日           | 内山田洋とクール・ファイブ、フォーリーブス、いしだあゆみ、西城秀樹、浅田美代子             |                |
| 8  | 3月4日            | 水前寺清子、山口百恵、西城秀樹、布施明、山本リンダ、ダウン・タウン・ブギウギ・バンド       |                |
| 9  | 3月11日           | 森進一、フィンガー5、アグネス・チャン、野口五郎、中条きよし、浅田美代子、和田アキ子        |                |
| 10 | 3月18日           | 森進一、殿さまキングス、ずうとるび、八代亜紀                                               |                |
| 11 | 3月25日           | 水前寺清子、西城秀樹、五木ひろし、山口百恵、チェリッシュ                                   |                |

※第1回の「前夜祭」は、放送される様々なコーナーを紹介した。